# Biston comita
Biston comita là một loài bướm đêm trong họ Geometridae.